# باد جورج
باد جورج (بالإنجليزية: Bud George)‏ هو سياسي أمريكي، ولد في 23 ديسمبر 1927 في الولايات المتحدة، وتوفي في 1 سبتمبر 2017. حزبياً، نشط في الحزب الديمقراطي. وقد انتخب عمدة هوتزدال وانتخب عضو مجلس نواب بنسيلفانيا.